# Claudene Christian
Claudene Christian (18 de octubre de 1970 - 29 de octubre de 2012) fue una empresaria, marinera, gimnasta, cantante y reina de belleza. 
Christian afirmaba ser una descendiente directa de Fletcher Christian, el líder del motín de la Bounty, y uno de los fundadores de la ocupación de la isla Pitcairn. En agosto de 2012 Christian fue entrevistada por el Halifax Chronicle Herald, después de que ella se unió a la tripulación de voluntarios de una réplica del original HMS Bounty, construido por MGM para una película sobre el motín.
El buque fue atrapado por el Huracán Sandy el 29 de octubre de 2012. Catorce miembros de la dotación del buque fueron capaces de subir a un bote salvavidas y se salvaron. The Virginian-Pilot citó a la Guardia Costera de los Estados Unidos del capitán Joe Kelly, quien describió cómo Christian y el capitán del barco Robin Walbridge estaban a punto de unirse al resto de la tripulación del buque en la balsa salvavidas, cuando el Bounty volcó, sumergiéndolos en el océano. La búsqueda y rescate de tripulantes fue efectuada por helicópteros de la Guardia Costera rescatando a los tripulantes de la balsa salvavidas. Cuando se encontró a Christian diez horas más tarde, ella "no respondía". Se intentó reanimación, pero fue declarada muerta en un hospital en tierra.